# Short Bomber
Short Bomber là một loại máy bay ném bom ngư lôi, trinh sát tầm xa hai chỗ của Anh, do Short Brothers thiết kế chế tạo.

## Quốc gia sử dụng
Anh Quốc
- Cục Không quân Hải quân Hoàng gia
- Quân đoàn Không quân Hoàng gia

## Tính năng kỹ chiến thuật
Dữ liệu lấy từ The British Bomber since 1914 
Đặc điểm tổng quát
- Kíp lái: 2
- Chiều dài: 45 ft 0 in (13,72 m)
- Sải cánh: 84 ft 0 in (25,61 m)
- Chiều cao: 15 ft 0 in (4,57 m)
- Diện tích cánh: 870 ft² (80,9 m²)
- Trọng lượng rỗng: 5.000 lb (2.273 kg)
- Trọng lượng có tải: 6.800 lb (3.090 kg)
- Động cơ: 1 × Rolls-Royce Eagle kiểu động cơ V12, làm mát bằng chất lỏng, 250 hp (187 kW)

 Hiệu suất bay 
- Vận tốc cực đại: 67 knot (77 mph, 124 km/h)
- Trần bay: 10.600 ft [2] (3.200 m)
- Thời gian bay: 6 h

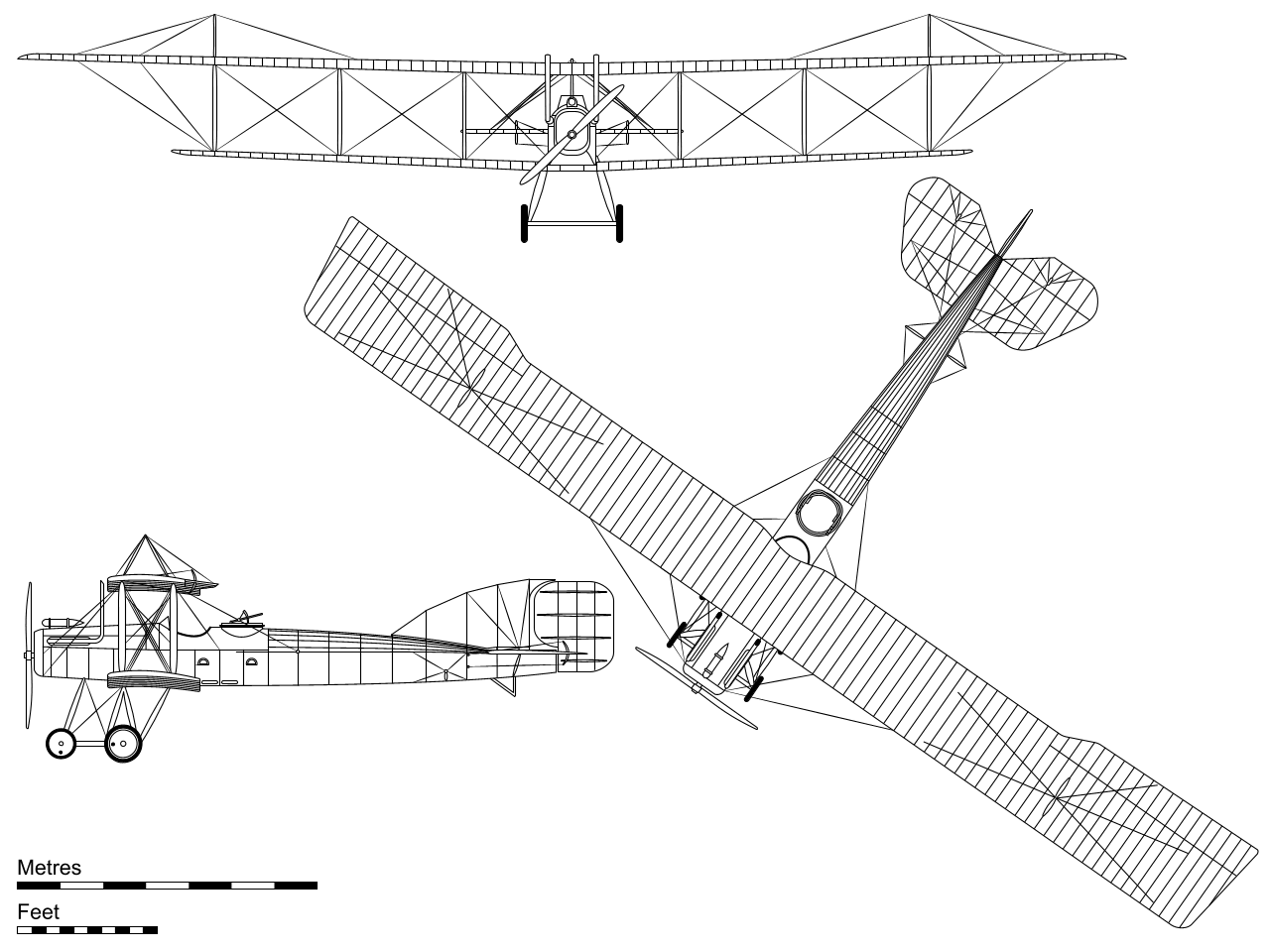

- Lên độ cao 10.000 ft (3.050 m): 45 phút

Trang bị vũ khí

- Súng: 1× súng máy Lewis 0.303 in (7,7 mm)
- Bom: 8x quả bom 112 lb (51 kg)